# 成吉思汗羊肉

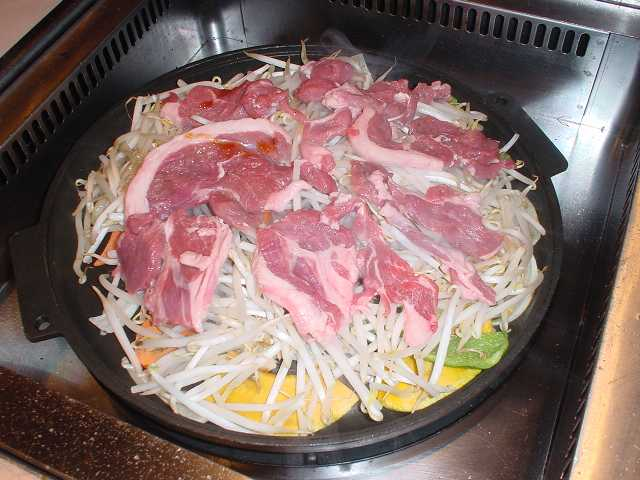
烹飪中的成吉思汗羊肉

成吉思汗羊肉（日语： Jingisukan）是一種使用羊肉和羔羊肉製作的日式烤肉料理，是北海道最具代表性的鄉土料理之一，但在岩手縣遠野市、長野縣長野市等地也很流行。成吉思汗羊肉於二戰後在日本主要的羊肉產地北海道普及。

## 由来
尽管此料理以成吉思汗为名，并且有“成吉思汗在远征中为麾下将士所发明的料理”的俗传，实际上与蒙古饮食并无直接关系。
其起源一般認為是當時的日本陸軍省參考了滿洲（今中國東北地區）烤羊肉的食譜，後來傳回日本本土。

### 背景
日本自明治时代起，在北海道开始了绵羊（毛、肉兼用）的养殖。1918年（大正7年），日本政府以军队、警察、铁道员制服所需的羊毛自给为目标，设立了《绵羊百万头计划》（日语：めん羊百万頭計画），在北海道的泷川和月寒等地设立了种羊场。至1925年（大正14年），北海道养殖绵羊头数已占日本全国的42.7%:23-26。

## 外部連結
- ジンギスカン＆サフォーク料理 （页面存档备份，存于） - 信州新町観光協会